# Do Me (canção de Kim Petras)
"Do Me" é uma canção da cantora alemã Kim Petras, contida no seu álbum de estreia, Clarity (2019). Foi lançada em 30 de maio de 2019 pela BunHead, servindo como sexto single promocional do álbum. Em divulgação da canção, foi lançado um lyric video oficial.
Na letra da música, Kim mostra seu lado mais atrevida e sexualmente carregada até agora, cantando sobre querer que alguém faça sexo com ela, onde ela inclui referências a esportes, como futebol. 